# Elena Petușkova
Elena Petușkova (n. 17 noiembrie 1940, Moscova, RSFS Rusă, URSS – d. 8 ianuarie 2007, Moscova, Rusia) a fost o călăreață ce a reprezentat Uniunea Republicilor Sovietice Socialiste, medaliată olimpică. A participat la 2 ediții ale Jocurilor Olimpice (1968, 1972) în care a câștigat o medalie de aur și două medalii de argint.